# Rio Open 2018
Rio Open presented by Claro 2018 byl profesionální tenisový turnaj mužského okruhu ATP World Tour, hraný v areálu Jockey Club Brasileiro na otevřených antukových dvorcích. Konal se mezi 19. až 25. únorem 2018 v brazilském Riu de Janeiru jako čtvrtý ročník turnaje.
Mužská část se řadila do kategorie ATP World Tour 500 s celkovou dotací
1 471 315 amerických dolarů.   
Nejvýše nasazeným v singlové soutěži se stal chorvatský třetí tenista světa Marin Čilić, který dohrál ve druhém kole na raketě Francouze Gaëla Monfilse. Jako poslední přímý účastník do dvouhry nastoupil 105. španělský hráč žebříčku Pablo Andújar.
Druhou singlovou trofej na okruhu ATP Tour vyhrála světová osmička Diego Schwartzman z Argentiny. Sedmý společný titul ze čtyřhry na okruhu si odvezl španělský pár David Marrero a Fernando Verdasco.

## Rozdělení bodů a finančních odměn

### Rozdělení bodů
| Soutěž       | vítězové | finalisté | semifinalisté | čtvrtfinalisté | 16 v kole | 32 v kole | Q  | Q2 | Q1 |
| ------------ | -------- | --------- | ------------- | -------------- | --------- | --------- | -- | -- | -- |
| dvouhra mužů | 500      | 300       | 180           | 90             | 45        | 0         | 20 | 10 | 0  |
| čtyřhra mužů | 500      | 300       | 180           | 90             | —         | —         | —  | —  | —  |

### Finanční odměny
| Soutěž                              | vítězové | finalisté | semifinalisté | čtvrtfinalisté | 16 v kole | 32 v kole | Q2     | Q1     |
| ----------------------------------- | -------- | --------- | ------------- | -------------- | --------- | --------- | ------ | ------ |
| dvouhra muž                         | $365 560 | $179 215  | $90 180       | $45 860        | $23 820   | $12 560   | $2 780 | $1 420 |
| čtyřhra mužů                        | $110 070 | $53 890   | $27 030       | $13 870        | $7 170    | —         | —      | —      |
| částka ve čtyřhře je uvedena na pár |          |           |               |                |           |           |        |        |

## Dvouhra mužů

### Nasazení
| Stát                          | Hráč                 | ATP | Nasazení |
| ----------------------------- | -------------------- | --- | -------- |
| Chorvatsko                    | Marin Čilić          | 3.  | 1.       |
| Rakousko                      | Dominic Thiem        | 6.  | 2.       |
| Španělsko                     | Pablo Carreño Busta  | 10. | 3.       |
| Španělsko                     | Albert Ramos-Viñolas | 20. | 4.       |
| Itálie                        | Fabio Fognini        | 22. | 5.       |
| Argentina                     | Diego Schwartzman    | 24. | 6.       |
| Uruguay                       | Pablo Cuevas         | 32. | 7.       |
| Španělsko                     | Fernando Verdasco    | 40. | 8.       |
| Žebříček ATP k 12. únoru 2018 |                      |     |          |

### Jiné formy účasti
Následující hráči obdrželi divokou kartu do hlavní soutěže:
- Thomaz Bellucci [6]
- Thiago Monteiro
- Casper Ruud

Následující hráči nastoupil do hlavní soutěže pod žebříčkovou ochranou
- Pablo Andújar
- Andreas Haider-Maurer

Následující hráči postoupili z kvalifikace:
- Carlos Berlocq
- Roberto Carballés Baena
- Marco Cecchinato
- Corentin Moutet

Následující hráč postoupil z kvalifikace jako tzv. šťastný poražený:
- Gastão Elias

### Odhlášení
před zahájením turnaje
- Alexandr Dolgopolov → nahradil jej  Tennys Sandgren
- Kyle Edmund → nahradil jej  Pablo Andújar
- Paolo Lorenzi → nahradil jej  Gerald Melzer
- Corentin Moutet → nahradil jej  Gastão Elias
- Cedrik-Marcel Stebe → nahradil jej  Nicolás Kicker

### Skrečování
- Pablo Andújar
- Roberto Carballés Baena
- Casper Ruud
- Jiří Veselý

## Mužská čtyřhra

### Nasazení
| Stát                                                                                   | Hráč                 | Stát     | Hráč                | ATP | Nasazení |
| -------------------------------------------------------------------------------------- | -------------------- | -------- | ------------------- | --- | -------- |
| Polsko                                                                                 | Łukasz Kubot         | Brazílie | Marcelo Melo        | 2.  | 1.       |
| Spojené království                                                                     | Jamie Murray         | Brazílie | Bruno Soares        | 19. | 2.       |
| Kolumbie                                                                               | Juan Sebastián Cabal | Kolumbie | Robert Farah Maksúd | 35. | 3.       |
| Mexiko                                                                                 | Santiago González    | Chile    | Julio Peralta       | 57. | 4.       |
| Žebříček ATP k 12. únoru 2018; číslo je součtem žebříčkového postavení obou členů páru |                      |          |                     |     |          |

### Jiné formy účasti
Následující páry obdržely divokou kartu do hlavní soutěže:
- Thomaz Bellucci /  André Sá
- Fabiano de Paula /  Thiago Monteiro

Následující pár postoupil z kvalifikace:
- Nicolás Jarry /  Jiří Veselý

Následující pár postoupil z kvalifikace jako tzv. šťastný poražený:
- David Marrero /  Fernando Verdasco

## Přehled finále

### Mužská dvouhra
- Diego Schwartzman vs.  Fernando Verdasco, 6–2, 6–3

### Mužská čtyřhra
- David Marrero /  Fernando Verdasco vs.  Nikola Mektić /  Alexander Peya, 5–7, 7–5, [10–8]